# Östra Gymnasiehuset

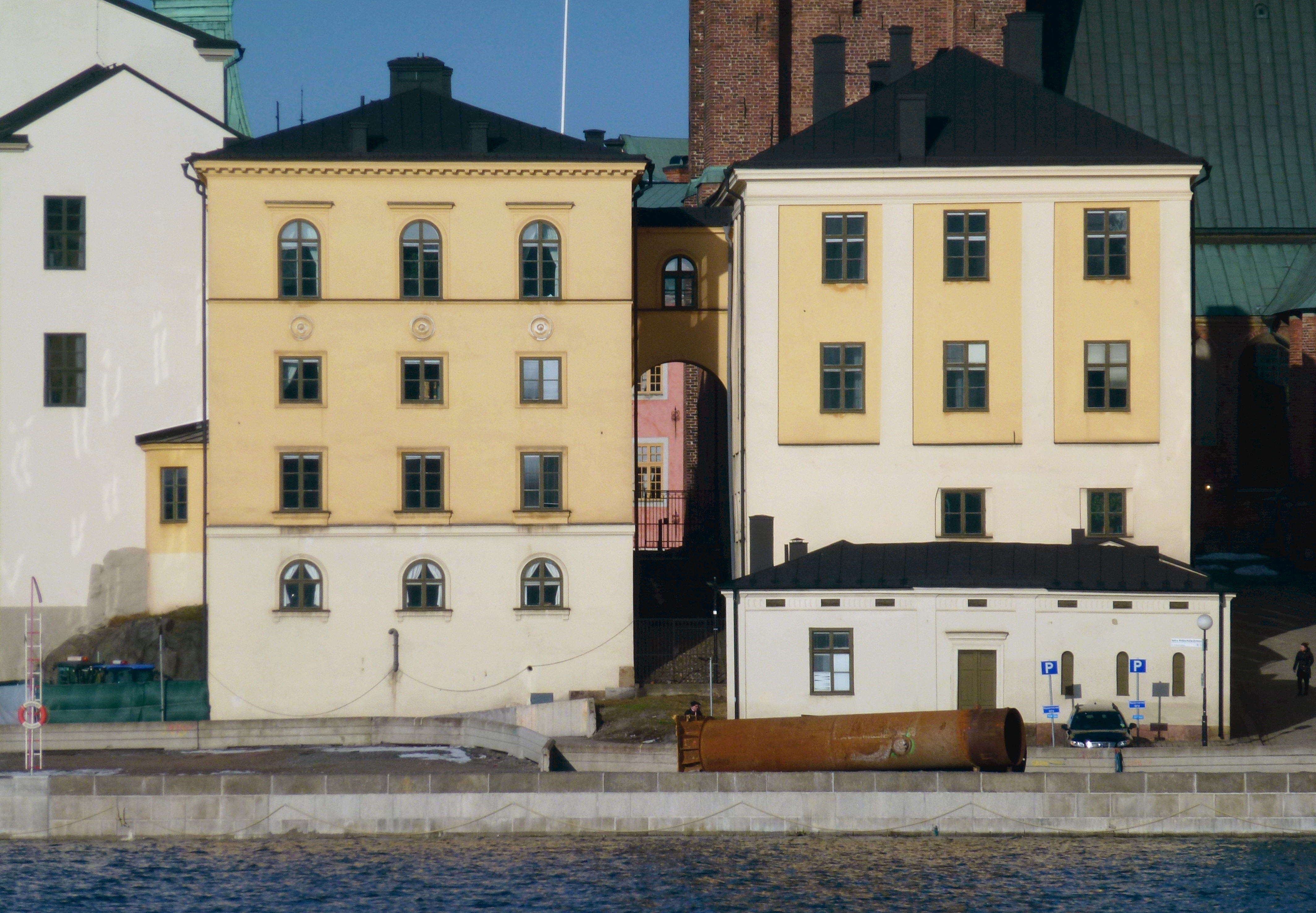
Västra (t.v.) och Östra gymnasiehusen från Söder Mälarstarnd.

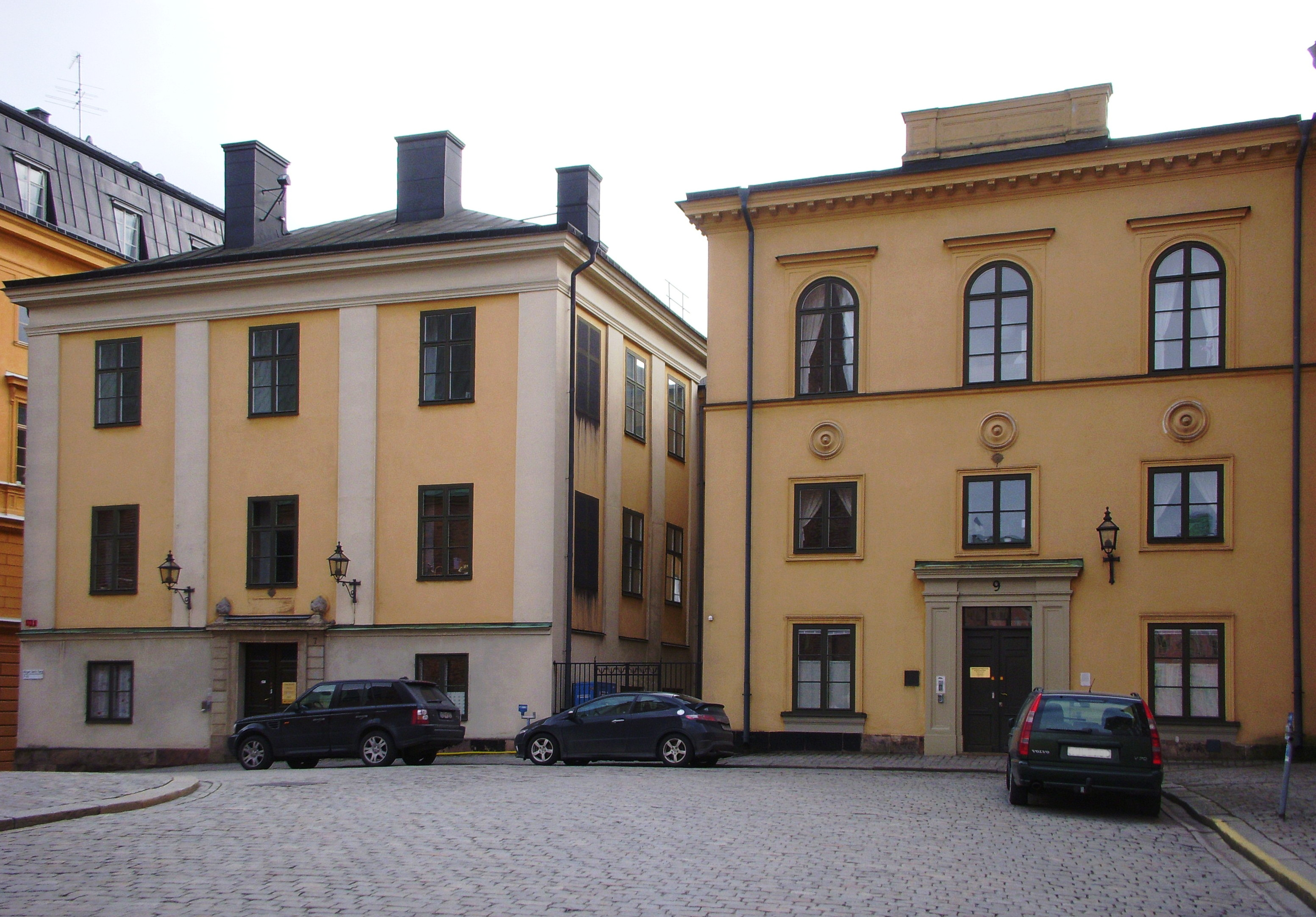
Östra (t.v.) och Västra Gymnasiehuset från Birger jarls torg.

Östra Gymnasiehuset, ursprungligen Banérska palatset, är ett hus på Birger jarls torg 7 på Riddarholmen i centrala Stockholm med medeltida rötter som fick sin nuvarande form på 1640-talet. Fastigheten är belägen mellan Riddarholmskyrkan och Evert Taubes terrass med fritt läge mot Riddarfjärden. Byggnaden är sammanbyggd med Västra Gymnasiehuset genom en förbindelsegång. Huset kallas även Kurckska palatset efter sin ägare friherre och riksråd Gustaf Kurck, vars släkt ägde huset mellan 1669 och 1689. Byggnaden är sedan 1935 ett statligt byggnadsminne.

## Historik

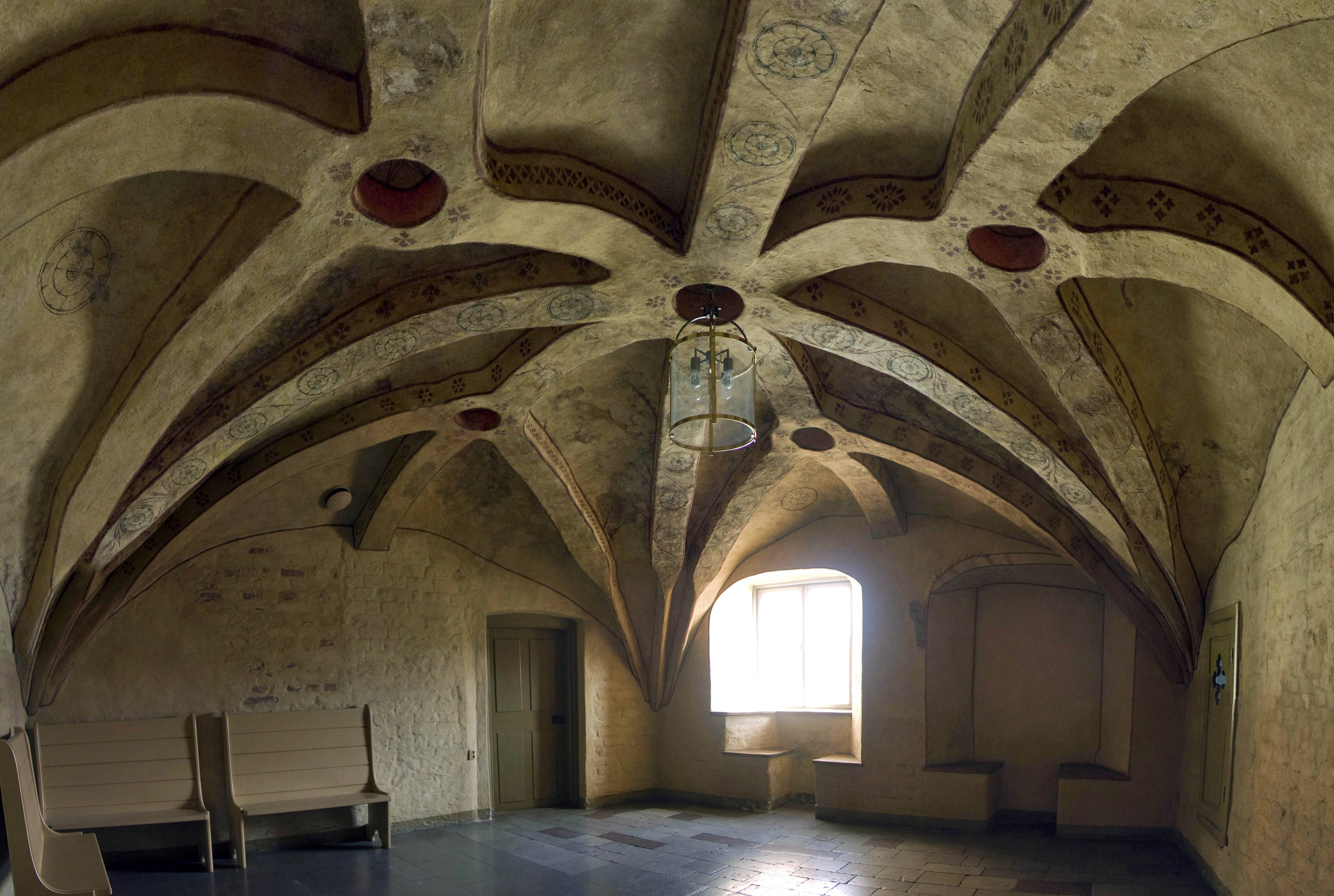
Valvet från Gråbrödraklostret.

### Medeltiden
Östra Gymnasiehuset är en del av Gråbrödraklostrets forna länga som avgränsade klostergården i väster och delar av klostermuren finns kvar. Det finns också ett bevarat klosterrum kvar i byggnaden med ett stjärnvalv som anses ha dekorerats av Albertus Pictor liksom klostrets källare.

### Efter reformationen
Ovanpå den medeltida grunden och murarna som sträcker sig tio meter upp skapade Gustaf Adam Banér på 1640-talet dagens hus. Banér byggde på byggnaden med en våning, skapade den nuvarande fasaden inredde huset. Stucktaken är kvar från hans tid, då huset var känt som Banérska palatset. Troligen var det han som lät riva halva huset och dra en gata mellan Riddarholmskyrkan och det gamla klostret. År 1669 inköptes det av Gustaf Kurck vars släkt ägde huset till 1689, därav namnet Kurckska palatset.

## Husets nyare historia

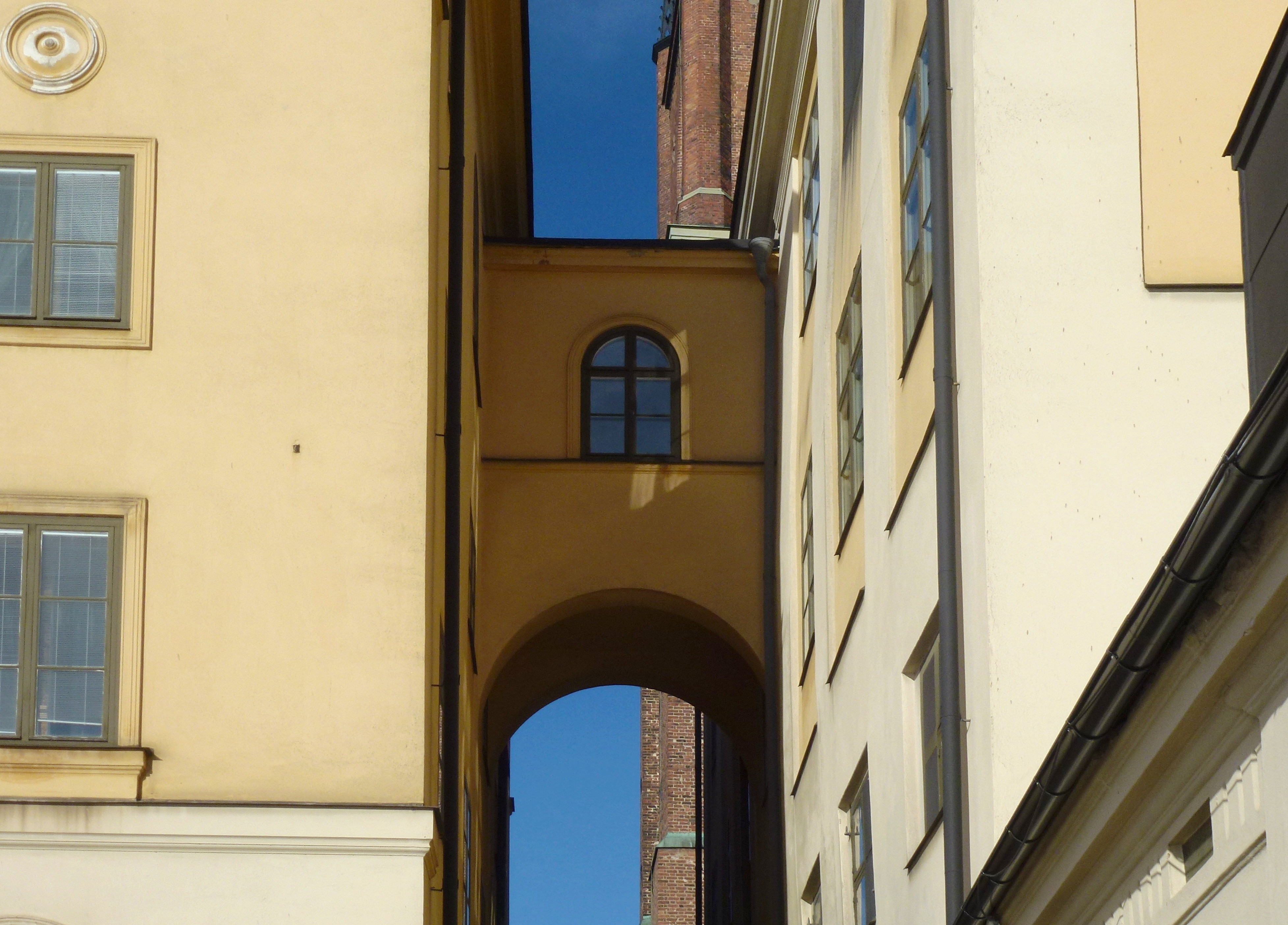
Förbindelsegången mellan Gymnasiehusen, februari 2015.

Klosterlängan ägdes på 1640-talet av riksstallmästaren Gustaf Adam Banér. På 1730-talet beboddes huset av Hedvig Taube, kung Fredrik I:s mätress. Kungen själv bodde i det närbelägna Wrangelska palatset tillsammans med drottning Ulrika Eleonora i väntan på att återuppbyggnaden av Stockholms slott efter slottsbranden 1697 skulle slutföras.
Som en gåva av kungen fick också Hedvig Taube ett annat palats på Riddarholmen, Hessensteinska palatset. Hessensteinska palatset ärvdes av Fredrik Vilhelm von Hessenstein, utomäktenskaplig son till Taube och Fredrik I.
Senare blev Östra Gymnasiehuset bostad för kyrkoherden i Riddarholmens församling som existerade till 1807. Trivialskolan huserade här 1814–1821, då Stockholms gymnasium flyttade in och byggnaden fick sitt nuvarande namn. Åren 1846-54 byggdes båda husen om för gymnasiet efter ritningar av arkitekt Johan Fredrik Åbom. Wallinska flickskolan huserade i huset 1888–1907. Dagens hyresgäst är Svea hovrätt. 